# Joe Buck
Joseph Francis « Joe » Buck, né le 25 avril 1969 à St. Petersburg (Floride) est un journaliste et commentateur sportif américain de football américain et de baseball. Il est le fils de l'historique commentateur sportif Jack Buck. Il a reçu plusieurs Emmy Awards pour son travail pour la chaîne Fox Sports, notamment pour des rôles de commentateurs pour les rencontres de la National Football League et de la Major League Baseball.
En avril 2021, il a été annoncé que Buck serait un modérateur de la Jeopardy! quiz pour une course de fin de saison (8-13 aout 2021). 